# 濱田篤哉
濱田 篤哉（はまだ あつや、1931年〈昭和6年〉10月17日 - 1986年〈昭和61年〉5月18日）は、栃木県芳賀郡益子町の益子焼の陶芸家である。
「益子焼の中興の祖」である濱田庄司の三男であり、兄の濱田晋作、その息子で甥の濱田友緒も陶芸家である。

## 生涯

### 生い立ち。そして陶芸家へ
1931年（昭和6年）10月17日、陶芸家・濱田庄司の三男として栃木県益子町に生まれる。
1948年（昭和23年）、栃木県立真岡高等学校を卒業後、父・庄司の弟子となる。
1956年（昭和31年）に英国に渡り、約2年間イギリスのセント・アイヴスにあるバーナード・リーチの工房「リーチ・ポタリー（英語: Leach Pottery）」に在籍し、リーチに師事し共に働き、陶芸家としての足場を固めた。そして残りの約1年間の1959年（昭和34年）までに欧米諸国を巡り様々な文化に触れ、様々な手工芸品を蒐集し、1960年（昭和35年）夏に帰国した。
帰国してからは家業を手伝いながら1971年（昭和46年）から毎年、日本橋三越で個展を開催する。
1980年（昭和55年）、益子町に窯と工房を築窯し独立する。「リーチ・ポタリー」で習得した取っ手やピッチャーの形状に定評があり、父・庄司も「取っ手の付け方では篤哉に敵うものはいないだろう」と感心するほどであり、また作陶技術の、特に成形には定評があり、「いい形をした陶芸作品」を数多く作陶していった。

### 自由奔放で気分屋でとても愛嬌のある変わり者
周囲の人々からは「異端児であり、変わった人」と評されることが多かった。
「思い立ったら突然」であり、弟子の都合を考えずに突然、陶器の素焼きをやることにしたり、また毎年10月に三越で行われる個展の準備をギリギリまでやらないで、お盆を過ぎたら準備をし始めて、弟子たちを徹夜仕事に巻き込みながらも、毎年毎年個展には間に合わせていた。
そして自分の趣味である料理や植物鑑賞と採集に弟子を巻き込み、山形へ植物を観に連れ出したり、食事を作って出してはくれるけども、料理への詳細な論評をしないと怒り出す。そして料理を教えてくれるけれども玉ねぎを長時間炒める作業を任せたりしていた。そしてこの玉ねぎ長時間炒めには兄・濱田晋作の妻である映子も巻き込まれていた。
また晋作の妻・映子によると、川で釣った大量の魚を見せに来たものの、一匹の半身しか置いていかなかったり、山へ行くからいなり寿司を作ってと頼まれたものの、油揚げを自分の分の四枚しか用意しなかったり、義理の姉がせっかく作ってくれたいなり寿司に対して、自分の蘊蓄を披露してしまったりしていたという。
そして甥の濱田友緒にとっては、子どもたちに自分の持ってる英語の辞書の話を延々とするものの、優しくて愉快な叔父であったという。
こだわることにはとことんこだわり、関心が無いことにはとことん無関心。そのため台所には業務用のレンジを入れていつも綺麗にしていたが、他の部屋は散らかしていた。
そして父・濱田庄司の妻であり、篤哉の母である和枝もまた植物好きであり、後の「益子参考館」となる、濱田庄司の屋敷の庭に水仙や梅や柿や柚子などの様々な珍しい植物を植えて、その世話をしていた。
そんな母・和枝の影響からか篤哉も植物好きとなり、自前で温室を建て蘭を育て、庭の草花を育て「植物の遺伝子」に関して研究するのが趣味であった。
そしてしょっちゅう八溝山へ出かけてはツツジの原種、特に突然変異の「変わり花」を求めて探し回っては採取して、「濱田窯」の職人に分け与えたり、「益子参考館」の庭に植えていた。そしてそのツツジは今も「益子参考館」の庭で花を咲かせているという。
先述の料理好きや、料理の味付けへのこだわりも、濱田家へとやってきた客へ、心の籠もった手料理を振る舞った母・和枝の影響があった。
自由奔放で気分屋でマニアックで変わり者で、猫撫で声で周囲の人びとを振り回しつつも、どこか憎めない愛嬌の持ち主であり、「でも、とても素敵な人」と評される人物であった。
その一方で、自分の作陶作品への絵付けを一晩中描いては消し描いては消し、窯焚きを始める日の朝になっても作品が出来上がっていないこともあった。そして「蘭は好きだけど、難しいから描けない」という、陶芸家として神経質な部分を持ち合わせていた。

### 逝去
こうして父・庄司も含め将来の仕事を期待されつつも、その時の気分で周囲を様々なことで振り回していた篤哉であったが、「最期もまた突然」であった。
1986年（昭和61年）5月18日の早朝、自宅の庭先で植木の手入れ中に突然倒れてしまい、急性心不全のため急逝した。享年54であった。

### 再生されていくもの

#### 濱田窯ビンテージ
その後、篤哉の遺された作品は、父・濱田庄司や濱田窯の「窯もの」作品と共に、長年倉庫として扱われていた濱田窯長屋門に保管されていた。
きっかけは2015年（平成27年）に開催された「土祭2015」で、以前から濱田晋作や濱田友緒の「濱田窯」を初めとした益子焼の陶芸家たちと関わりが深かった「BEAMS」のレーベルの一つである「fennica」が土祭に参加。「濱田窯」の長屋門：「濱田窯長屋門」で期間限定ショップを出店することになった。その時に、スペースとして使用する為に長屋門の西側：バーナード・リーチが益子の濱田庄司宅に滞在した時に使用された細工場エリアを掃除し片付けた時に、バーナード・リーチの失敗作の他、濱田篤哉の作品も大量に発見され展示された。
そして2017年（平成29年）、濱田窯長屋門を新たに別の形で活用することを決め、改めて長屋門倉庫に保管されていた庄司や「窯もの」、そして篤哉の作品を、「民芸店ましこ」に協力を得て本格的な「お蔵出し」を行った。そして様々な形で「濱田窯ビンテージもの」として展示販売会を行い好評を得た。
こうして近年、「濱田篤哉の作品」が再評価されるようになっていった。

#### 再生された家
篤哉が亡くなった後、篤哉が1980年（昭和50年）に建て住んでいた家とその工房は、その後、20年以上も放置された。更に東日本大震災で被災し瓦が崩れ落ちボロボロになり、生い茂る植物に覆われ、特に母屋はお化け屋敷のような、廃墟も同然な状態になっていた
。不動産を通して販売していたが買い手が付かず、このままでいけば取り壊しになる予定だった。
2016年（平成28年）、益子町でリペア古家具店「仁平古道具店」と「pejite」を営んでいる古道具業・仁平透が、趣味としていたインターネットの不動産情報サイト巡りをしていた時に「濱田篤哉の家」の情報を見付けた。この時、既に築50年の家を改装し住んでいたため、特に住み替えるつもりもなかったが、興味本位で夫婦で見分に行った。不動産屋も「特に母屋は使用出来ない」と前置きするほどであった。それでも仁平は購入を即決した。
昭和50年代に建てられた住居だったので、家の基礎部分は現代の工法にも通じる建築法を取っていた。家の造り自体はしっかりしていた。使われている木材もいいものだった。そして何より大きい道路より奥まった場所にあり、見渡す限り木々に囲まれ、電柱一本も見えないロケーションが気に入った。
そして今にも崩れ落ちそうな屋根や天井を取り払い、柱と梁だけの状態にしてからのリノベーション作業を始めた。
益子にある「starnet」を開いたプロデューサー・馬場浩史は、様々な空間を益子に創り、その度に益子の大工や棟梁や左官、電気屋といった地元の職人たちと仕事をした。馬場の薫陶を受け、センスを磨いた職人が益子には多く育った。古い建具や照明を付けることを嫌がる職人も少なくないが、益子には二つ返事で引き受けてくれる職人たちがいた。
このような見事な仕事をしてくれる腕利きの職人たちの都合に合わせながら相談しながら庭全体の手入れもしながらリノベーションを続け、約3年後となる2019年（平成31年／令和元年）から家族と共に住み始めた。
古くで良いものが壊されるのは本当に残念だから、素材を無駄なく使い、自分の手を離れても循環させていけるよう、古道具屋になった。「濱田篤哉の思いを受け継ぎたい」というのはおこがましいが、何か良い形を見つけることが出来たなら。そう願いながら仁平は一家で「濱田篤哉の家」に住んでいる。

## 弟子
- 橋本秀一：大沢窯[1][31][32][33][34][35]
- 丸田宗彦[36][37][4][38]